# Dorcadion granigerum
Dorcadion granigerum är en skalbaggsart som beskrevs av Ludwig Ganglbauer 1884. Dorcadion granigerum ingår i släktet Dorcadion och familjen långhorningar. Inga underarter finns listade i Catalogue of Life.